# 괴짜 신부
"괴짜 신부"는 1971년 공개된 대한민국의 영화이다.

## 배역
- 윤정희 : 백란 역
- 김경수
- 김희갑
- 황정순
- 김경란
- 김소저
- 김지영
- 추봉
- 양춘
- 조덕성
- 정미경
- 김승남
- 조이삼
- 홍유리
- 유정선
- 박장석
- 문혜원